# Yu Hasegawa
Yu Hasegawa (長谷川 悠 Hasegawa Yu?), född 5 juli 1987 i Yamanashi prefektur, är en japansk fotbollsspelare.
Hasegawa började sin karriär 2006 i Kashiwa Reysol. Efter Kashiwa Reysol spelade han för FC Gifu, Avispa Fukuoka, Montedio Yamagata, Omiya Ardija, Tokushima Vortis, Shimizu S-Pulse och V-Varen Nagasaki.